# Берндорф (Ајфел)
Берндорф (њем. Berndorf) општина је у њемачкој савезној држави Рајна-Палатинат. Једно је од 109 општинских средишта округа Вулканајфел. Према процјени из 2010. у општини је живјело 533 становника. Посједује регионалну шифру (AGS) 7233005.

## Географски и демографски подаци
Берндорф се налази у савезној држави Рајна-Палатинат у округу Вулканајфел. Општина се налази на надморској висини од 485 метара. Површина општине износи 9,1 km². У самом мјесту је, према процјени из 2010. године, живјело 533 становника. Просјечна густина становништва износи 58 становника/km².